# الا (سری‌لانکا)
الا (به لاتین: Ella) یک منطقهٔ مسکونی در سری‌لانکا است که در ناحیه بادولا واقع شده‌است. الا ۴۴٬۷۶۳ نفر جمعیت دارد و ۱٬۰۴۱ متر بالاتر از سطح دریا واقع شده‌است.